# Konrad I av Bayern
Konrad II av Bayern, född 1020, död 1055, var regerande hertig av Bayern från 1049 till 1055. 